# Fimbristylis zatei
Fimbristylis zatei là loài thực vật có hoa trong họ Cói. Loài này được W.Khan & D.P.Chavan mô tả khoa học đầu tiên năm 2006.